# تيم إيستون
تيم إيستون (بالإنجليزية: Tim Easton)‏ هو عازف قيثارة ومغن مؤلف أمريكي، ولد في 25 أبريل 1966 في لويستون في الولايات المتحدة.

## وصلات خارجية
- تيم إيستون على موقع ميوزك برينز (الإنجليزية)
- تيم إيستون على موقع أول ميوزيك (الإنجليزية)
- تيم إيستون على موقع ديسكوغز (الإنجليزية)